# Lado Rupnik
Lado Rupnik (tudi Ladislav Rupnik), slovenski pravnik in ekonomist, * 27. junij 1934, Ljubljana.
Rupnik je leta 1957 diplomiral na ljubljanski PF ter 1974 doktoriral na beograjski EF. Po diplomi se je kot novinar zaposlil pri Gospodarskem vestniku, nato delal na GZS, bil med leti 1964-66 svetovalec Izvršnega sveta Skupščine SRS ter 1967-1975 vodja službe za analize pri GZS.
Rupnik je od 1974 do 1994 predaval na ljubljanski EF, od 1980 kot redni profesor za javne finance, ter bil 1989-91 dekan EF v Ljubljani. Proučeval je javne finance in pokojninsko zavarovanje. Napisal je več knjig in učbenikov. Leta 1980 je bil gostujoči profesor na Univerzi Indiana v Bloomingtonu (ZDA). Od 2002 je zaslužni profesor ljubljanske univerze.